# Szent Sebestyén-templom (Székesfehérvár)
A székesfehérvári Szent Sebestyén-templom (vagy felsővárosi nagytemplom, juhász-templom, fogadalmi templom) a város egyik monumentális temploma, mely Felsőváros főterén, a Szent Sebestyén téren áll. A ma is látható  templomot 1800 és 1807 között építették barokk, klasszicista és neogót stílusban annak a kápolnának a helyére, melyet az 1738–1739-es pestisjárvány után építettek a felsővárosiak, amikor is megfogadták, hogy ha Isten megsegíti őket a járvány idején, akkor hatalmas házat építenek neki hálából. Az így felépült templomot Szent Sebestyén vértanú emlékére szentelték.

## Története
A fogadalmat, amire az 1738–1739-es pestisjárvány miatt került sor, és amelyben a felsővárosiak megígérték Istennek egy templom építését, 1739. január 20-án tették le a városrész lakói. A Szent Sebestyén-kápolna építésére 1739 és 1749 között került sor és már 1775-ben templommá minősítették. A Belvárosi egyházközségből közel azonos létszámmal vált ki a Felsővárosi. Első plébánosa Szabó József lett 1778-ban. A városrész polgárai a bővítés érdekében folyamatosan kulcsoltak a városvezetésnél és az egyházmegyénél. Gyűjtést is szerveztek a templom megnagyobbítására 1800-ban. Igen szép számmal adakoztak a városrész lakói. 
A felsővárosi gazdák 1807-ben felajánlották, hogy a Szent Sebestyén vértanú oltalmába ajánlott templom melletti romos iskolát megveszik és lebontják a tűzveszély miatt, illetve nem utolsósorban a templom „díszességét” is növelni akarták. Az élelmes hívők a bontási anyagot elárverezték és 1070 forintért eladták, majd ezt a templom javára felajánlották. A templom előtti utat 1809-ben lekövezték az összegyűjtött pénzből.

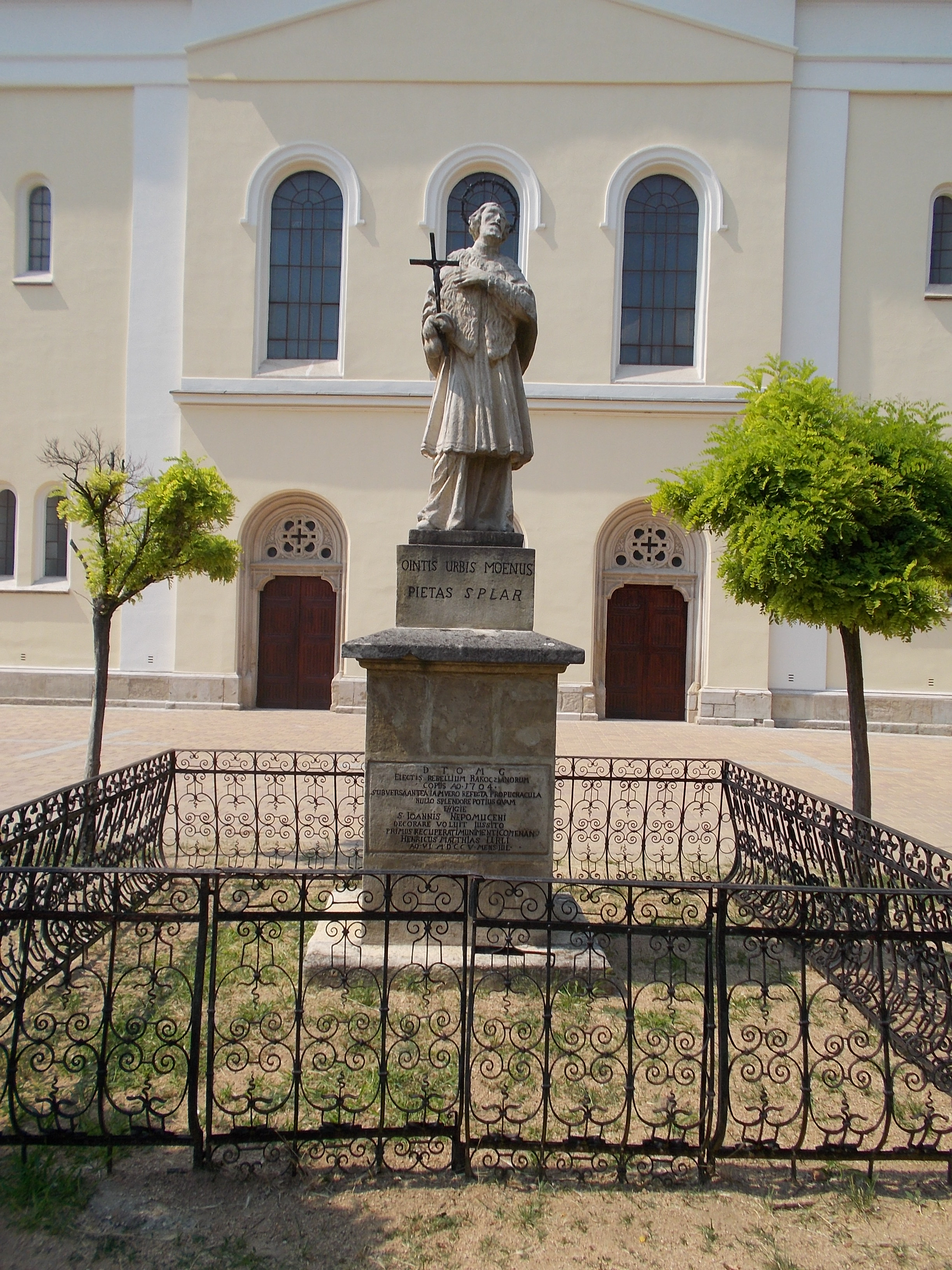
Nepomuki Szent János szobra a templom előtt

A két torony építése 1836-ban történt, Fridl Károly rajzmester tervei alapján. Az építkezés idejére még a téglaégetőt is a templom rendelkezésére bocsátotta a város. A követ a Fehérvár melletti Csúcsos-hegy kőbányájából hordták, az építkezést pedig Vass János tanácsos vezette. Az építkezés azonban nem úgy sikerült, ahogyan azt elképzelték, ugyanis a templomtornyok már 1840-ben megrepedeztek. 1849-ben Szász Ferenc építőmester szakértői véleményben közölte a tanácsüléssel, hogy a templom tornyait meg kell erősítenie az azt építő Langmár Mihály kőművesnek. Ezeket azonban a tanács javíttatta meg és a költségeket behajtotta a kőművesen. A toronyórát pedig Németh Ignác órásmester hat évi jótállással 1000 forintért készítette, ezt is adományokból fizették.
A templomban egészen 1885-ig a latin mellett tartottak német nyelvű szentmisét. Ebben az esztendőben ugyanis Pauer János megyés püspök határozatban szüntette meg a felsővárosi plébánián és a ciszterci templomban a német nyelvű liturgiát, és intézkedett a magyar nyelvű mise meghonosításáról.
A templom a II. világháborúban erősen megsérült, egyik tornyát el is vesztette. 1960-ra azonban rekonstruálták a templomot. Ekkor került vissza a főhomlokzatra a Szent Sebestyén-szobor is.
2014-ben a templom főhomlokzatát teljes egészében felújították, valamint a tornyokba óraszerkezeteket is elhelyeztek. 2015-ben a templom többi részének felújítása is megkezdődött.

## Leírása

### Külseje

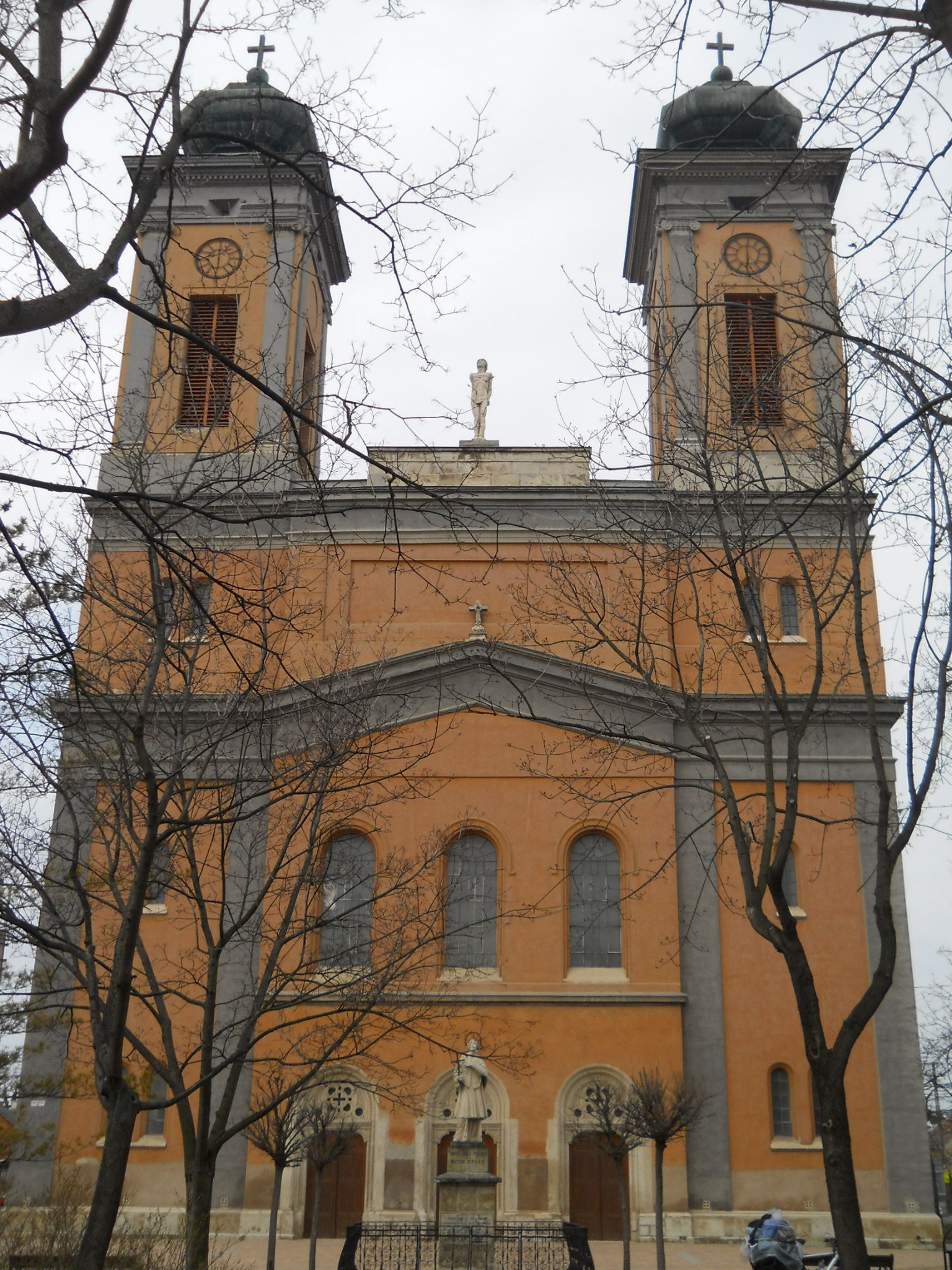
A templom a felújítás előtt

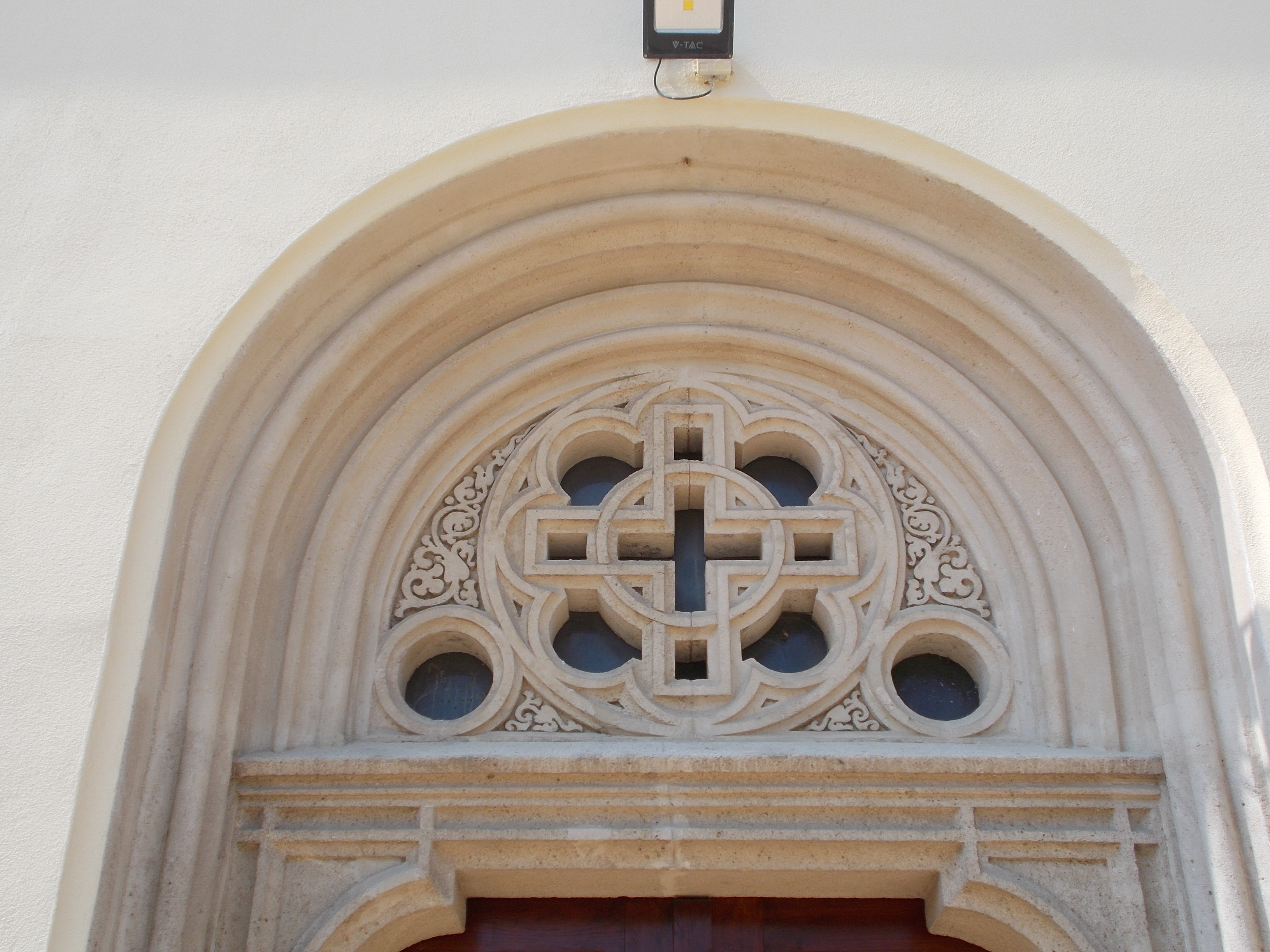
A templom egyik bélletes, neoromán kapuja

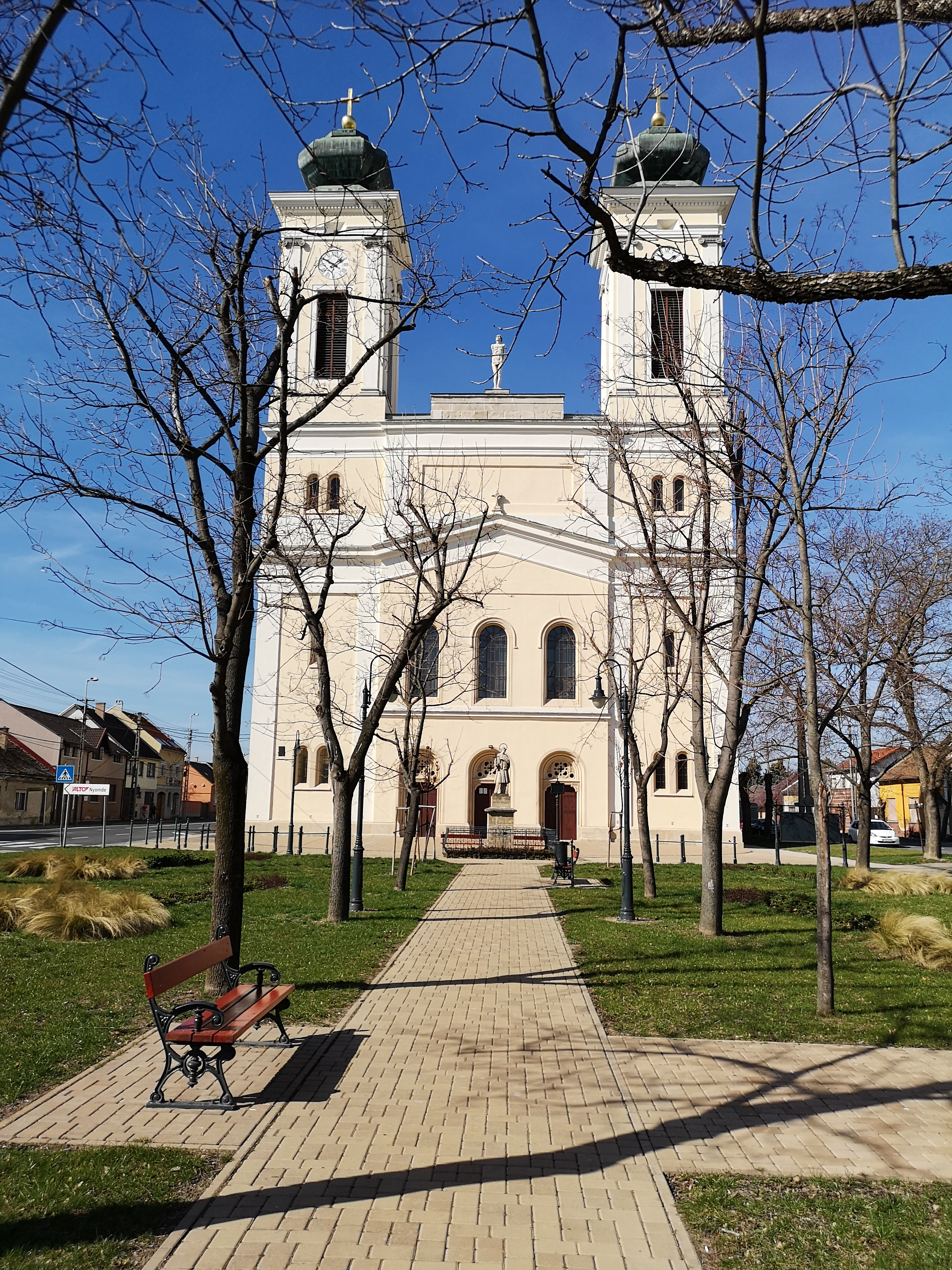
A felújított Szent Sebestyén téri park a felújított templommal

A templom déli főhomlokzata alsó szintje három szakaszra osztott, melyek közül a középső kissé előrelép. E részt övpárkány osztja, kétrészes főpárkányú, kereszttel koronázott oromzat zárja, az oldalsó részeket lizénák keretezik, melyek fölött a párkány háromrészessé alakul. E párkány alsó vonala a középső rész oromzata alatt is végigfut.
A középső rész alján félkörzáródású, bélletes keretben, három, egyenes záródású, pálcatagos keretezésű, szemöldökgyámos kapu nyílik, orommezejük áttört relieffel díszített. A karzatszinten a három kapu vonalában három magas, félkörzáródása körül szalagdíszes ablak áll. Az oldalsó részek alsó szintjén kettő, emeletén egy félkörzáródású, keskeny, kisebb ablak nyílik.
A főpárkány fölött magas, lábazatos, háromrészes főpárkányú, középrizalitos attika következik. Középső részének szélén fugázott lizénák, közepén széles, keskeny, fekvő hasáb alakú faltükör. Az attika szélső részén két-két félkörzáródású, keskeny, kisebb ablak.
A nagy attika középső része fölött kisebb attika ül, rajta Szent Sebestyén 1966 után újra felhelyezett szobra. A szélső részeken emelkedik két torony. Magas lábazat fölött jón pilaszterek keretezik a toronytestet, tartják a háromrészes, fogrovatos, jón főpárkányt. Az órahelyes falsíkokat mélyített keretezésű, egyenes záródású, keskeny álló harangablakok törik át. A főpárkány fölött izgalmas vonalvezetésű sisak, kereszttel.
A homlokzat oldalt erőteljesen kiülő részén neogótikus, egyenes záródású, szemöldökgyámos ajtó, körablakkal.
A hajó külső fala lizénatagolásos, mely fölött a háromrészes főpárkány körbefut. A hajó falát nyugaton és keleten három-három félkörzáródású, magas, keretezetlen ablak töri át. Nyugaton sekrestye, keleten oratórium kapcsolódik a szentélyhez. Teteje cseréppel fedett.

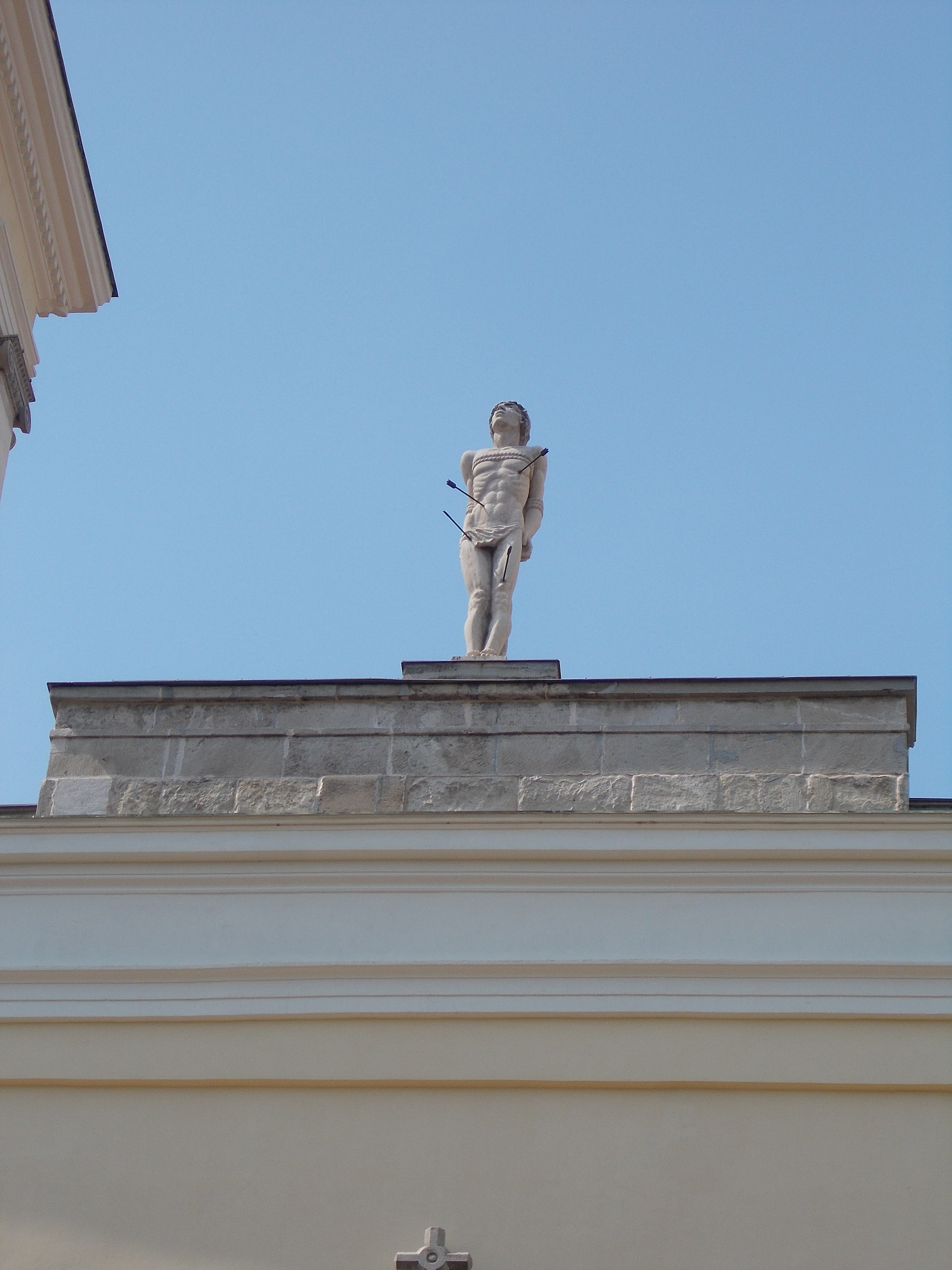
A lenyilazott Szent Sebestyén szobra a templom főhomlokzatán

### Belseje
Az előcsarnokként megjelenő, kétszakaszos hevederes csehsüvegboltozattal fedett karzataljon át jutunk a templom hajójába. A karzatalj hevederei dór pilasztereken támaszkodnak, boltmezőik oldalfalait három kisebb, szegmensívekkel összekötött pilaszter osztja, felettük párkány fut.
A templom egyetlen hajója erőteljes kiülésű, kompozit falpilléreken támaszkodó, háromszakaszos hevederes csehsüvegboltozattal fedett, melyhez a karzat, illetve a diadalívvel elválasztott szentély hasonló boltozatú mezője járul.
A copf, kő szentélyrekesztővel elválasztott szentély oldalfala a pilaszterfejezetek magasságánál párkánnyal osztott, fölötte kosáríves ablak, alatta az oratórium szélén lapos kosáríves, mellvédes ablaka. A szentély hátsó falán Szt. Sebestyén mártíromságát ábrázoló, modern oltár áll modern falkép előtt. A főoltáron klasszicista templomépítmény, a szentségtartó fülke ajtaján neogótikus keretben imádkozó angyalok.
A diadalív nyugati oldala előtt copf szószék, angyalkák szobraival övezett kosarán dombormű, mely a szamáriai asszonnyal beszélgető Jézust, háttérben az élelemmel visszatérő apostolokat ábrázolja. A szószék hangvetőjén evangéliumot hirdető harsonás angyal.
A diadalív keleti oldalán barokk Nepomuki Szent János-oltár, talán ennek egykori mensája szolgál ma szembemiséző oltárként.
A hajó három boltmezejének oldalfalai előtt oltár áll: a félkörzáródású oltárképek oldalán szobrok állnak. A szentélytől indulva a keleti fal első mezejében Keresztelő János képe mellett angyalok, a középső szakaszban Szent Anna képe mellett Dávid és Simeon szobrai, a legutolsó szakaszban Szt. Mihály képe mellett Péter és Pál alakja látható. A képek a 19. század végén, az első talán a 19. század közepén készülhetett.
A nyugati oldalfal mentén a szentélyhez legközelebb eső oltár (19. század első felében készült) festményén Jézus keresztre feszítése látható, mellette a Passió eszközeit tartó angyalok szobrai. A második mezőben Szűz Mária mennybevitele, férfi és női szent szobra közt, hátul Árpád-házi Szent Erzsébet festménye, talán Sziénai Szent Katalin és Szent Borbála szobrai között. Utóbbi festmény alkotója Steiner R., 1896-ban, s a középső kép is hasonló korú lehet.
A templom padjai igényes faragással díszítettek.
A boltozatokat díszítő freskók Bicskey Karle alkotásai 1960-64 közötti időből, a védőszent életéből vett jeleneteket ábrázol.
A szentélyhez nyugaton kapcsolódó sekrestye fiókos teknőboltozatos, benne késő barokk fiókos szekrény.
A szentélyhez keletről kapcsolódó oratóriumban őrzik a korábban használt, késő barokk, fa gyóntatófülkéket. Egyiknek belső falán hiányos felirat: "Készült Grósz Mátyás úr / műhelyében, tsinálta Rékom / rom születés N. Lázár Ján / ANNO 1826 AUGUSZTUS / 30."

## Harangok
A templomnak jelenleg három harangja van. Mindegyik a nyugati toronyban lakik, a keleti torony statikai állapota miatt nem alkalmas harangok befogadására. A jelenlegi három harang 802, 422 és 95 kg tömegűek és gesz1, asz1 és f2 alaphangúak. A nagyharangot Juhász Lajos öntötte Verőcén 1975-ben, a két kisebb harangot Walser Ferenc öntötte Budapesten 1924-ben.

### Korábbi harangok
A felsővárosi templomnak 1917 előtt hat harangja volt. Érdekes, hogy kettő az egykori kápolna harangjai voltak. A harangok a következő felírásokat mutattákː
Az egyiken: „In honorem Dei et S. Sebastiani Francisci Xav. Rochi ac Rosaliae Fusa sua per Josephus Steinstock Budae 1742. Refusa et applicata per Alexandrum Gloger Weszprimii 1861 pro unibus Ecclesiae Albaregalensis." Magyarul: Isten és Szent Sebestyén, Xavéri Ferenc, Rókus és Rozália tiszteletére öntött Steinstock József 1742-ben. Újraöntött és elhelyezett Gloger Sándor Veszprémben, 1861-ben, a székesfehérvári egyház használatára.
A másikon ezt lehetett olvasni: „In honorem Dei et S. Francisci Xav. S. Rosaliae et S. Sebastiani et S. Rochi 1742. Joseph Steinstock goss mich in Ofen." Magyarul: Isten és Xavéri Szent Ferenc, Szent Rozália, Szent Rókus és Szent Sebestyén tiszteletére 1742-ben öntött engem Steinstock József Budán. Ez a kettő származott a kápolnából.
A harmadik harangon már magyar nyelvű a felírás voltː „Szabó József sóvári apát úr Fehérvári Káptalan Cantora készítette Méltóságos Taif György vovradi püspök, Tettes egri káptalan nagyprépost úr költségével 1821-ben. Újraöntötte 1907-ben Walser Ferenc Budapesten Szent István és Szent Mihály arkangyal tiszteletére." 
Ez a három harang kelt vándorútra 1917-ben, amikor ágyúnak öntötték. A megmaradt három harangok felirataiː
Az egyik harangon ez áll Szent Sebestyén, József, Ádám és Éva, Szűz Mária alakja körül: „Méltóságos Vurum püspök alatt főtisztelendő Szabó József fehérvári kanonok, egykor külsővárosi első plébános, vice esperes, Tettes Say István bíró, Vass János polgármester, Kiszí ing Máté kapitány létében. Eberhardt Henrik öntötte Pesten, 1819-ben." 
A másik harang 1912-ig ezt a feliratot viselte: „A székesfehérvári püspökség, káptalan és a fehérvári plébániának százados évfordulója emlékéül Farkas Imre püspök iránti hálából is felállította Venosz Imre apátkanonok, ez idő szerint püspök: Pauer János; polgármester Nóvák Kálmán; kapitány Havranek József; plébános Km fi Márton lévén. Öntötte Walser Ferenc Budapesten Szent Imre tiszteletére." A felírás 1912-ben módosult: „Ezen harangot Szent Imre tiszteletére először öntette Venosz Imre nagyprépost. Újraöntetett 1912. évben, Prohászka Ottokár dr. megyés püspök, Saára Gyula dr. polgármester, Bilkei Ferenc plébános idejében." Ez a harang 1926-ban megrepedt, 1927-ben öntötték újra. Az esemény április 14-én történt, amiről az akkori újság így számolt beː"megkondult a felsővárosi Szent Imre harang". A 951 kg-os harang Walser Ferenc budapesti cégének harmadszori öntése volt, és a templom keleti tornyában volt elhelyezve, míg a többi (öt darab) a nyugatiban.
A harmadik, úgynevezett lélekharang felírása a következő: „Könyörülj lelkem kimúlásakor rajtam! Mich goss Johann Schick in Stuhlweissenburg anno 1812.", azaz Schick József öntötte Székesfehérvárott 1812-ben.
A II. világháborúban négy harangot (a nagy-, a nagyközép-, a kisközép- és a lélekharangot) rekviráltak el. A templomban már a harmincas évek elején volt villanyáram és kivilágítottak voltak a toronyórák.